# Робинсон, Геркулес, 1-й барон Росмид
Геркулес Джордж Роберт Робинсон (англ. Hercules George Robert Robinson, кит. трад. 罗士敏勋爵; 19 декабря 1824 года, Росмид, Уэстмит, Великобритания — 28 октября 1897 года, Лондон, Великобритания) — 1-й барон Росмид, британский колониальный чиновник, администратор Монтсеррата, вице-губернатор Сент-Кристофера, губернатор Гонконга, британский губернатор Цейлона, губернатор Фиджи, губернатор Нового Южного Уэльса, губернатор Новой Зеландии,  Верховный комиссар по Южной Африке и губернатор Капской колонии (два срока), тайный советник, пэр Великобритании и кавалер Большого Креста Ордена Святого Михаила и Святого Георгия. Получил большую известность как губернатор, служба которого отличалась едва ли не самым большим географическим разнообразием в британской истории.

## Биография
Геркулес Джордж Роберт Робинсон родился 19 декабря 1824 года в Росмиде, в графстве Уэстмит, в Ирландии в семье адмирала Геркулеса Робинсона и Фрэнсис Элизабет Вуд. Завершив обучение в Королевском военном колледже Сэндхёрст, 27 января 1843 года поступил на службу в 87-й Королевский пехотный полк Ирландских стрелков в звании второго лейтенанта. 6 сентября 1844 года получил звание лейтенант по снабжению войск, дослужился до звания капитана. Выйдя в отставку в 1846 году, по протекции Ричарда Берка, графа Мэйо, получил должность в Совете общественных работ в Ирландии и стал главным комиссаром по контролю на ярмаркам и рынкам.
Активная позиция во время голода 1848 года в Ирландии и добросовестная служба стали одной из причин его назначения 14 февраля 1854 года на должность президента совета колонии Монтсеррат. 6 ноября 1855 года он был назначен вице-губернатором Сент-Китс, где служил до 1859 года. 17 июня 1859 года был назначен губернатором Гонконга, став самым молодым губернатором в гонконгской колониальной истории. На этом посту он служил до марта 1865 года. 28 июня 1859 года был посвящён в рыцари в знак признания заслуг в деле привлечения труда кули в колонии.
Во время своего пребывания в должности, обеспечил контроль над полуостровом Коулун, тем самым расширив размер территории. До этого времени, колония Гонконг состояла только из одноименного острова. Кроме того, приказал построить водохранилище Покфулам, которое обеспечило стабильное снабжение питьевой водой жителей Гонконга на долгие годы. Провёл газификацию для газового освещения улиц города. При нём в Гонконге были открыты банки, которым разрешили печатать банкноты от имени правительства.
6 марта 1865 года был назначен губернатором Цейлона. 30 июня 1869 года возведён в кавалеры Ордена Святого Михаила и Святого Георгия. С 4 марта 1872 по 24 февраля 1879 года был губернатором Нового Южного Уэльса в Австралии. За активное содействие в колонизации островов Фиджи в Океании был возведён в кавалеры Большого Креста Ордена Святого Михаила и Святого Георгия. С октября 1875 по июнь 1879 года был также губернатором Фиджи. 24 февраля 1879 года получил назначение на место генерал-губернатора Новой Зеландии.
После ликвидации независимости зулусов по итогам Англо-зулусской войны, он был назначен верховным комиссаром по Южной Африке и губернатором Капской области. Прибыл на место назначения незадолго перед сражением при Маджуба-Хилл, в котором британцы потерпели сокрушительное поражение от африканеров. Сыграл важную роль в мирных переговорах с президентом молодой Южно-Африканской Республики Паулем Крюгером по определению статуса Трансвааля, закончившихся подписанием Лондонской конвенции 1884 года. За год до этого Геркулес Робинсон был назначен членом Тайного совета. Содействовал продвижению колониальной экспансии британцев на континенте, в частности аннексии Бечуаналенда (ныне Ботсвана). В 1889 году подал в отставку.
6 февраля 1891 года получил титул баронета. По просьбе премьер-министра Арчибальда Примроуза согласился выйти на службу, став во второй раз губернатором Капской области. 10 августа 1896 года он был возведён в звание пэра Великобритании и получил титул барона Росмида (англ. 1st Baron Rosmead). Ухудшевшееся состояние здоровья стало причиной его отставки в апреле 1897 года. Последние месяцы жизни провёл в Лондоне, где умер 28 октября 1897 года и похоронен на кладбище Бромптон.